# Томастаун, графство Кілкенні
Томастаун (англ. Thomastown, ірл. Baile Mhic Andáin), історично відоме як Греннан (Grennan), це місто в графстві Кілкенні в провінції Ленстер на південному сході Ірландії. Це ринкове містечко вздовж річки Нор, яка відома своїми лососями та фореллю, а також низка історичних пам'яток у околицях. Серед пам'яток для відвідувачів — абатство Джерпойнт, сади Кілфейн Глен і поле для гольфу Mount Juliet. Місто входить до однойменної цивільної волості. Станом на перепис 2022 року населення Томастауна становило 2305 осіб, що робить місто третім за чисельністю населення в окрузі.

## Розташування

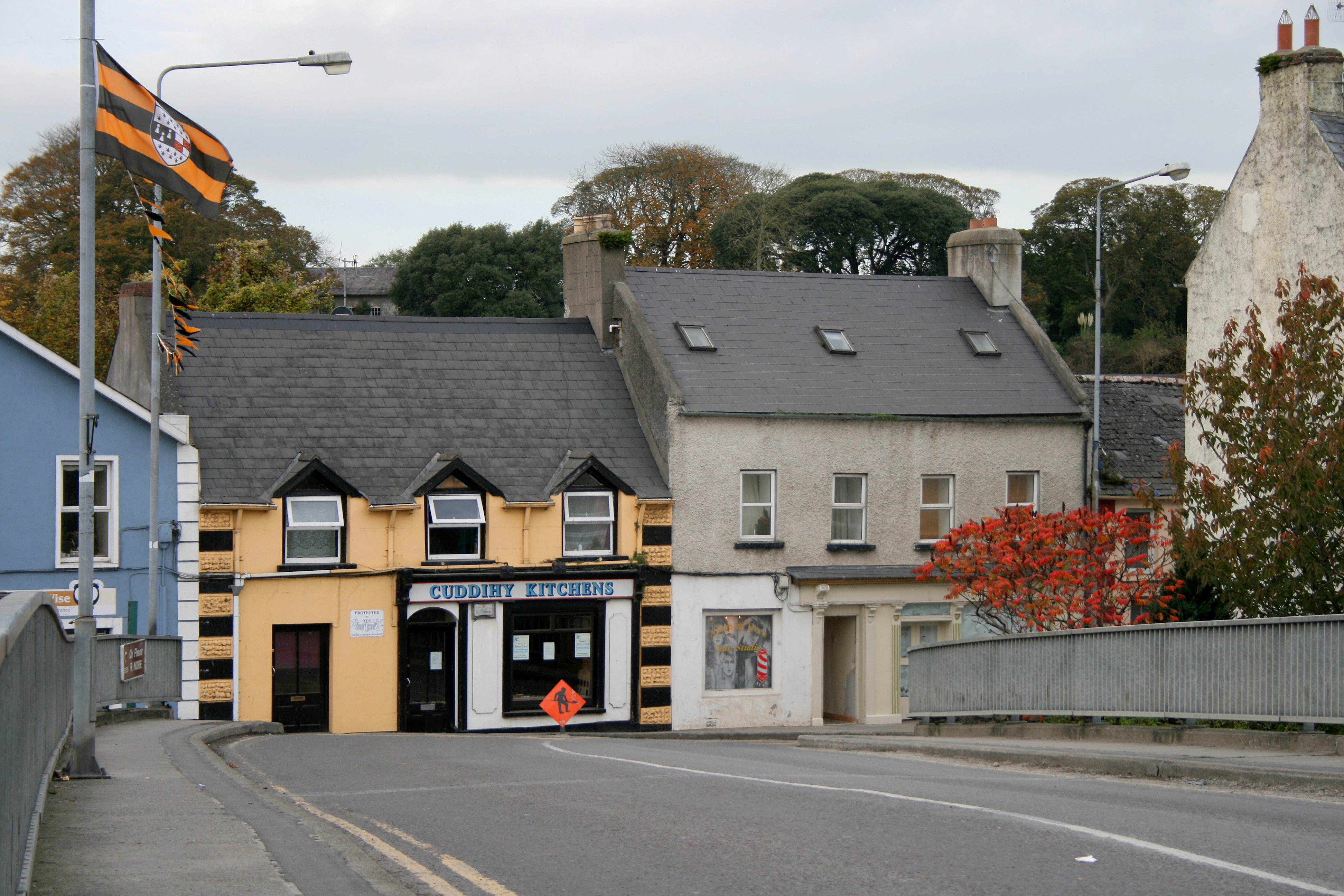
Міст через річку Нор.

Місто розташоване біля мосту через річку Нор (Nore) за 17 кілометрів (11 миля) від міста Кілкенні. Дорога R448 Naas–Waterford проходить через Томастаун, місто обслуговується автобусами та має залізничну станцію.
Це частина місцевого виборчого округу Каллан-Томастаун для виборів до ради округу Кілкенні.

## Історія
Місто було засноване в 13 столітті на важливому пункті перетину англо-нормандським найманцем з Уельсу Томасом ФіцЕнтоні, замінивши раннє ірландське поселення Греннан (ірл. Grianán, Сонячне місце). Томастаун був названий на честь Томаса ФіцЕнтоні (FitzAnthony). ФіцЕнтоні отримав велику площу землі в регіоні від Вільяма Ерла Маршалла, зятя Стронгбоу, і став сенешалем (губернатором) Лейнстера в 13 столітті. Він побудував укріплення в Томастауні, фрагменти яких можна побачити й сьогодні, а також сусідній замок Греннан, нині в руїнах. ФіцЕнтоні помер у 1229 році. Від цього замку та міських стін залишилися лише вежі біля обох кінців мосту та залишки церкви 13-го століття, присвяченої Святій Марії. Місто процвітало і налічувало понад 200 міщан наприкінці 13 століття. Томастаун перетворився на невелике середньовічне місто, оточене стінами: перші стіни були побудовані в 1449 році. Едуард III (двічі), Генріх VI, Марія I, Яків I і Яків II надали місту королівські грамоти. Згідно зі статутом королеви Марії I від 1553 року, міщани Томастауна мали право обирати двох членів парламенту, і цю практику вони продовжували аж до Актів Союзу в 1800 році.
У 1650 році місто зазнало нападу Олівера Кромвеля. Замок Греннан був взятий в облогу армією Кромвеля, і через два дні війська, що оборонялися, здалися.

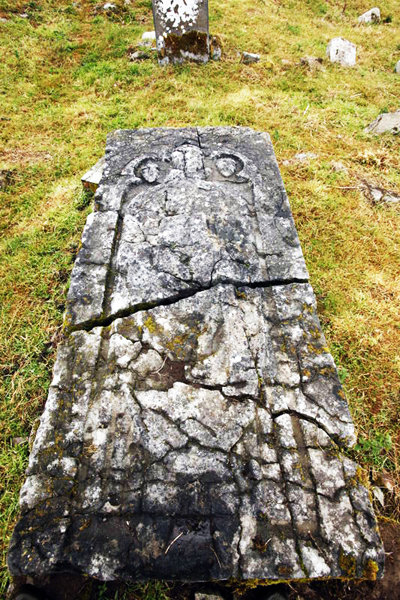
Могила Святого Миколая

Місцева традиція стверджує, що останки святого Миколая, анатолійського єпископа 3-го століття, лежать неподалік Томастауна в парку Джерпойнт. Надмогильна плита з висіченими головами трьох людей на зруйнованій церкві Святого Миколая, сама церква та інші камені — це практично все, що залишилося від середньовічного села Ньютаун Джерпойнт (Newtown Jerpoint), яке було зруйноване до XVII століття. Село Ньютаун було поруч з абатством Джерпойнт, заснованим у 1183 році. Абатство мало власні сади, водяні млини, цвинтар, зерносховище та кухні, а також було домом для групи ірландсько-нормандських хрестоносців у Середньовіччі. Воно було розпущене у 1540 році. Легенда посилається на групу ірландсько-нормандських лицарів з Джерпойнта, які подорожували до Святої Землі, щоб взяти участь у Хрестових походах. Кажуть, що після повернення в графство Кілкенні вони привезли останки Святого Миколая.

## Визначні місця

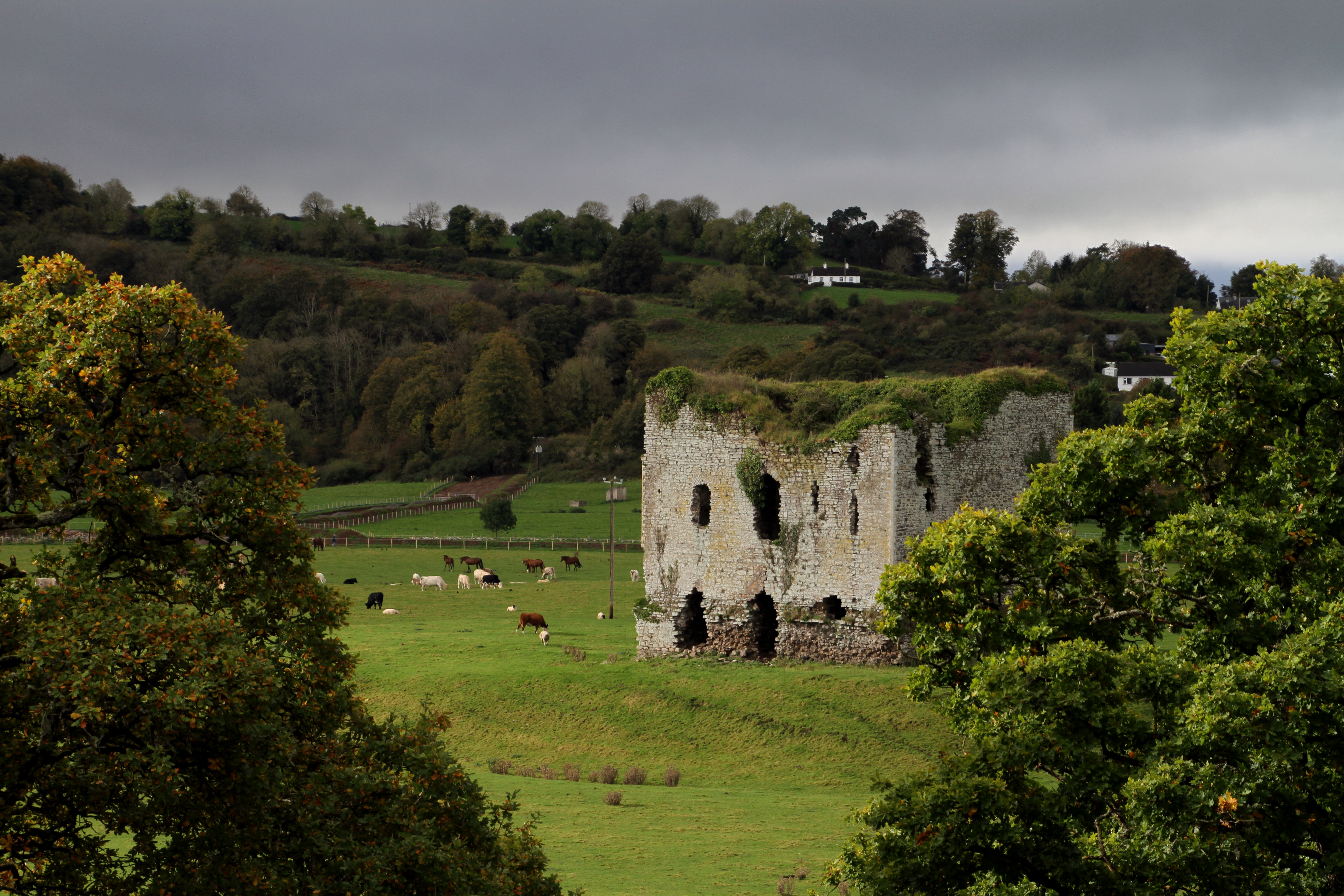
Замок Греннан

Кілфайн- Глен — це відреставрований історичний сад 1790-х років із водоспадом, лісовими стежками та котеджем орне. Сад внесено до переліку Садової Спадщини Ірландії та отримав винагороду в 1993 році від Культурної комісії Європейського Союзу.
Ландшафт у володінні Kilfane House був створений у 1790-х роках тодішнім землевласником та його дружиною, сером Джоном і леді Пауер. Сер Річард Пауер, брат-близнюк сера Джона, також долучився до розвитку саду.
Неподалік від міста розташовані руїни Джерпойнтського абатства 12 століття.
Поблизу розташований замок Греннан, замок довгастої форми, який датується 13 століттям і був зведений Томасом ФіцЕнтоні. Замок був у хорошому стані до початку 19 століття, коли його частини були вивезені для будівельних потреб.

## Промисловість

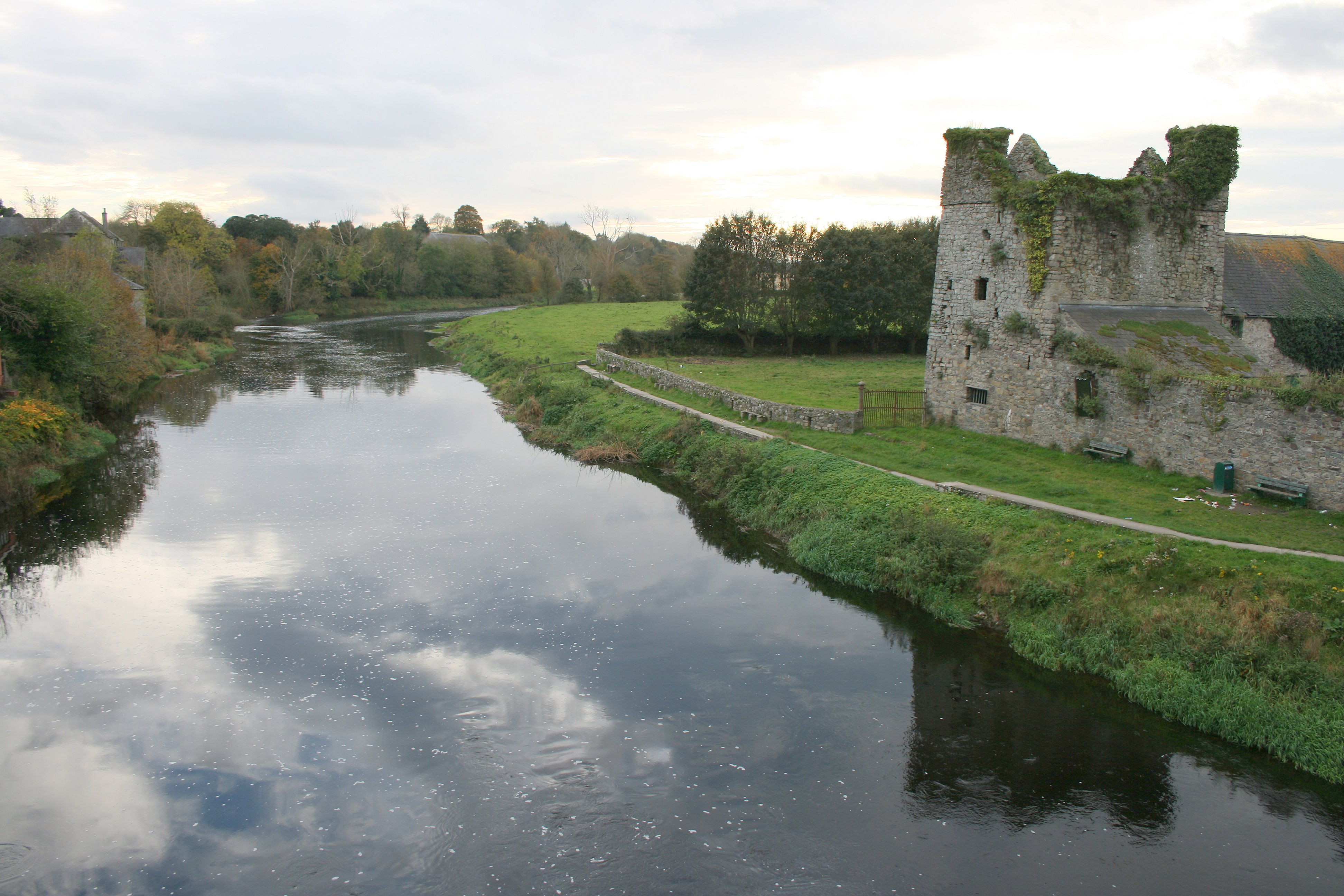
Річка Нор в Томастауні.

Млинарство з млинами, що приводилися в дію водами річки Нор, було основною промисловістю в місті до початку 1960-х років. Млини були млинами Пілсворта. Колись на території парафії працювало 12 водяних млинів для виробництва зерна та сукна. Остання діюча фабрика в Томастауні закрилася в 1963 році. Цей млин зараз є місцем ремісничої школи Греннан Мілл. Вище за течією від мосту видно кілька будівель млина в хорошому стані.
Століттями існувала важлива судноплавна торгівля для перевезення продуктів до порту Нью-Росс (New Ross) і з нього. Наприкінці 18 століття вона прийшла в занепад.

## Транспорт

### Дорога
Дорога R448 Наас — Вотерфорд (Waterford) проходить через Томастаун, де перетинає регіональну дорогу R700. Тим часом дорога R703 з'єднує місто з Баллімерфі (Ballymurphy), графство Карлоу (County Carlow).

### Залізниця
Місто з'єднане з Ірландською залізничною мережею на залізничній лінії Дублін-Вотерфорд через Кілкенні. Залізнична станція Thomastown була відкрита 12 травня 1848 року.

### Автобус
Місто є зупинкою автобуса Éireann Waterford — Carlow — Dublin — Dublin Airport, маршрут 4. На цьому маршруті є кілька щоденних рейсів. Томастаун також обслуговується щодня на маршруті 73 Bus Éireann Waterford — Athlone, а в четвер — на місцевому маршруті Bus Éireann 365 до Вотерфорда через Ноктофер (Knocktopher). Маршрут Kilbride Coaches від Кілкенні до Нью-Росса (New Ross) обслуговує місто двічі в обидві сторони на день (крім неділі). Автобус Éireann за маршрутом 374 також курсує з Кілкенні до Нью-Росса, але лише четвергами.

## Особистості
Вважається, що замок Дайзарт поблизу Томастауна був місцем народження впливового ірландського філософа, єпископа Джорджа Берклі. Томастаун був батьківщиною техаського імпресаріо Джеймса Хьюетсона. В Кілмуррі народилася, Мілдред Енн Батлер (1858—1941) — художниця, пов'язана зі школою Ньюліна, вона працювала аквареллю та олією над пейзажами, жанрами та тваринами. Батлер провела більшу частину свого життя в будинку своєї родини в Кілмуррі, Томастаун. Раніше будинок належав родині Буш, найвидатнішим членом якої був Чарльз Кендал Буш, лорд-головний суддя Ірландії, який народився в Кілмуррі в 1767 році.
Бронзова статуя Оллі Уолша, метальника Томастауна, стоїть на Мілл-стріт. Монсеньйор Томмі Махер грав у герлінг у місцевому клубі «Томастаун» і в старшій міжокруговій команді Кілкенні в 1940-х роках, а також тренував клуб Кілкенні, щоб здобути сім чемпіонських титулів у Всеірландії між 1957 і 1978 роками. У 1960-х роках Том Уолш грав у герлінг зі старшою міжокружною командою Томастауна та Кілкенні.
Британський автор пісень і гітарист Джон Мартін жив у Томастауні з 1998 року до своєї смерті у 2009 році.
Вільям Доулінг, нагороджений Хрестом Вікторії, народився в Томастауні.

## Спорт
Каякінг (каное) і риболовля поширені на річці Нор у цьому районі, а клуб Thomastown Paddlers Canoe Club проводить тренування на річці, яка веде до села Іністіоге.